# Consiliul de Fier
Consiliul de Fier (cu titlul original Iron Council) (2004) este al patrulea roman al lui China Miéville și al treilea din ciclul universului Bas-Lag, după Stația Pierzaniei (2000) și Cicatricea (2002), deși fiecare pot fi citit independent unul de altul.  În plus față de influențele steampunk din romanele anterioare, Consiliul de Fier are și elemente de literatură western.  
Consiliul de Fier este romanul probabil cel mai evident politic al lui China Miéville de până acum, fiind puternic inspirat de mișcarea de antiglobalizare, și atinge subiecte ca imperialismul, corporatismul, terorismul, ura de rasă, homosexualitatea, șocul cultural, drepturile de muncă și războiul.

## Intriga
Consiliul de Fier urmează trei fire narative majore care se întâlnesc în momentul crucial al acțiunii.  Deși Miéville nu folosește o metodă liniară a descrierii acțiunilor, acest sumar va trata fiecare narațiune independent, discutând relațiile cu celelalte narațiuni.  Acțiunea romanului se petrece în preajma Noului Crobuzon, un mare oraș cu atmosferă londoneză. Noul Crobuzon se afla de ceva timp în război cu Tesh și îmcearcă să construiască o cale ferată prin deșert, ca parte a strategiei sale de război. Pe acest fundal, romanul analizează faptele a trei personaje principale: Ori, Cutter și Judah Low.
Povestea lui Judah începe cu 20 de ani înaintea începerii romanului.  Judah a fost angajat ca cercetaș al căilor ferate din Noul Crobuzon, însărcinat cu cartografierea terenului și informarea locuitorilor regiunii de sosirea căii ferate. Datorită slujbei, Judah ia contact cu longilinii, o rasă de creaturi care se pot deghiza drept copaci și pot conjura golemi, creaturi vii făcute din materie inertă.  Judah încearcă să-i atenționeze pe longilini să se îndepărteze, dar ei nu vor să-l asculte. Judah învață atunci arta de a conjura golemi, apoi se întoarce la calea ferată care, într-adevăr, înaintând, îi distruge pe longilini. La scurt timp după aceea, Judah, o prostituată pe nume Ann-Hari și un refăcut numit Uzman conduc o revoluție în care lucrătorii îi alungă pe supraveghetoriy, eliberează refăcuții și deturnează trenul, transformîndu-l într-un oraș socialist pe roți.
Consiliul de Fier, trenul perpetuu, se deplasează prin deșert, demontând șinele din urmă și montându-le în față, pe direcția hotărâtă de cetățeni. Consiliul continuă să se deplaseze pentru a evita miliția Noului Crobuzon, nerăbdătoare să recupereze trenul și să distrugă rebeliunea. Judah se întoarce în Noul Crobuzon și se cufundă în studiul literaturii golemetrice, devenind maestru al acestei arte. Până la urmă, Judah se întoarce la Consiliul de Fier, după ce a răspândit în Noul Crobuzon știrea că va proteja trenul cu arta lui.
Cutter, cu care cititorul se întâlnește la începutul romanului, era un prieten, discipol și amant al lui Judah pe timpul cât acesta a stat în Noul Crobuzon.  Cutter conduce un grup de discipoli ai lui Judah în căutarea Consiliului de Fier, pentru a avertiza asupra unui atac iminent al miliției din Noul Crobuzon. Deși miliția fusese inițial înfrântă de Consiliul de Fier, se regrupase și strânsese noi forțe capabile acum să distrugă “trenul perpetuu”.  După ce a locuit și a muncit în Consiliul de Fier pentru o vreme, Cutter se întoarce cu Judah și ceilalți în Noul Crobuzon pentru a porni o revoltă, răspândind zvonul că trenul se îndrepta către Noul Crobuzon pentru a se lupta cu miliția pe propiul ei teren. După ce află de eșecul revoltei Colectivului, Judah îl trimite pe Cutter înapoi ca să-i convingă pe cetățenii Consiliului să se retragă. Nu reușește și, în punctul culminant al acțiunii, Judah conjură un golem temporal pentru a îngheța trenul în timp, salvându-l astfel de atacul distructiv al miliției.  La finalul romanului, Consiliul de Fier devine un fel de monument public, gata să atace porțile Noului Crobuzon, dar înțepenit pentru un interval de timp necunoscut, necesar golemului să se dizolve. Judah este ucis de Ann Hari pentru că a pus capăt atacului Consiliului, iar Cutter se ascunde din nou în mișcarea de rezistență din Noul Crobuzon, reînviind ziarul de protest Agitatorul Renegat.
În același timp cu cele de mai sus se petrec și faptele lui Ori, un revoluționar nesatisfăcut ce nu poate suporta nesfârșitele discuții ale colegilor lui Renegați (după numele publicației menționate mai sus). Căutând acțiune, Ori este convins de Spiral Jacobs, un vagabond bătrân pe jumătate nebun, să se alăture unui grup militant condus de Toro. În afară de furturi, vandalism și crime, grupul lui Toro urmărește să asasineze primarul Noului Crobuzon, un plan ce se va dovedi mai târziu a fi mai degrabă personal decât politic. În timp ce Ori nu se poate hotărî să se alăture grupului cu adevărat, o revoltă a Colectivului, o uniune de grupuri revoluționare, amenință să smulgă în sfârșit Noul Crobuzon din mâinile parlamentului corupt și ale miliției.  După câteva zile de luptă, Colectivul este însă distrus. La scurt timp după căderea Colectivului, Ori află că Spiral Jacobs este de fapt un vrăjitor puternic trimis din Tesh pentru a strecura o forță întunecată, distructivă în inima Noului Crobuzon (cu ajutorul spiralelor pe care le tot desena prin Noul Crobuzon, semne pe care adepții Colectivului le considerau semne ale libertății). Aici se întâlnesc, în sfârșit, drumurile lui Judah, Ori și Cutter, cei trei încercând să-l oprească pe Spiral Jacobs, care vrea să trezească Phasma Urbomach (spiritul crimei, ucigașul de orașe). Reușesc în sfârșit să-l oprească, datorită lui Qurabin, un adept al tradiției religioase din Tesh pe care Cutter și Judah îl întâlnesc în călătoria lor către Consiliul de Fier; Qurabin, călugăr al Momentului Lucrurilor Pierdute și Ascunse, dă ceva ce-i aparține pentru a căpăta cunoașterea necesară alungării spiritului (pe parcursul romanului, Qurabin își pierde limba natală, diverse amintiri și, în final, vederea – toate pentru a-i ajuta pe ceilalți). În sfârșit, Qurabin îl ia pe Jacobs cu el în "domeniul lui Tekke Vogu". Ori este ucis în confruntare. Cutter și Judah se îndreaptă spre Consiliul de Fier, după cum s-a descris în pasajele anterioare.

## Premii
- 2005 - Premiul Arthur C. Clarke
- 2005 - Premiul Locus
- 2005 - nominalizare pentru Premiul Hugo și Premiul World Fantasy pentru cel mai bun roman[1]

## Recepția romanului
Metacritic atribuie cărții 75 de puncte din 100, pe baza analizei a 10 recenzii.
Steven Poole a făcut recenzia cărții pentru The Guardian și a sugerat: "comparativ cu Cicatricea, asemenea idei sunt tot mai puține și mai îngrijit elaborate. Consiliul de Fier pare mai blând, mai ușurat de greutatea bagajului politic. ... Cu toate acestea, ficțiunea fantasy este de obicei teribil de conservatoare, iar Consiliul de Fier – cu sindicalismul lui, ca și cu bisexualitatea ocazională a personajelor – atacă stilul medieval al genului". În concluzie: "A fost o experiență plăcută." Recenzia din Washington Post semnată Michael Dirda declară că "în nenumărate feluri, Noul Crobuzon imaginat de China Miéville este o grădină desțelenită a deliciilor nepământești, iar Consiliul de Fier o lucrare de convingere pasionată și de înaltă ținută artistică."